# 千住神社
千住神社（せんじゅじんじゃ）は、東京都足立区千住宮元町にある神社である。旧称西森神社および千崎稲荷神社。

## 歴史
千住（千寿）に集落が形成され始めた延長4年（926年）、土地鎮護と五穀豊穣を祈り、伏見稲荷より分霊を勧請し千崎稲荷神社が創建されたと伝える。永承6年（1051年）、源義家は奥州征伐の際、荒川（現千住大橋付近）を渡り、二ツ森（現 千住神社）に陣営し、戦勝祈願をしたと古記録に記載されている。弘安2年（1279年）、武蔵国一ノ宮氷川神社より分霊を勧請し氷川神社を創立。鎌倉時代より江戸時代にかけて、ここを二ツ森と言っており、旧考録には代々の将軍が二ツ森で鷹狩りを行ったと記録されている。寛永年間に至り、千住が日光街道の第一宿となり、その西方にあることから西の森とも言われた。
明治5年11月18日（1872年12月18日）、両社は村社と定められ、翌明治6年（1873年）6月 千崎稲荷神社と氷川神社を合祀して西森神社と名を改めた。明治7年（1874年）7月、区内唯一の郷社と定められる。大正4年（1915年）12月15日、千住神社と改めた。大正12年（1923年）浅間神社を勧請、富士塚を建立した。昭和20年（1945年）4月13日 空襲で社殿を焼失。昭和33年（1958年）9月、社殿が再建された。

## 境内社
- 浅間神社
  - 大正12年勧請
  - 富士塚
- 天満宮
  - 祭神 菅原道真
- 恵比寿神社
- 八幡神社
- 三峯神社
- 延命稲荷
- 経王稲荷
- 廻転恵比寿

「千寿七福神」の一神。もともと境内末社の恵比寿神社より分霊された。恵比寿像を3回まわし、祈願によって定められた像の部位を白いハンカチで撫でて祈願するという一風変わった参拝の仕方が特徴的。

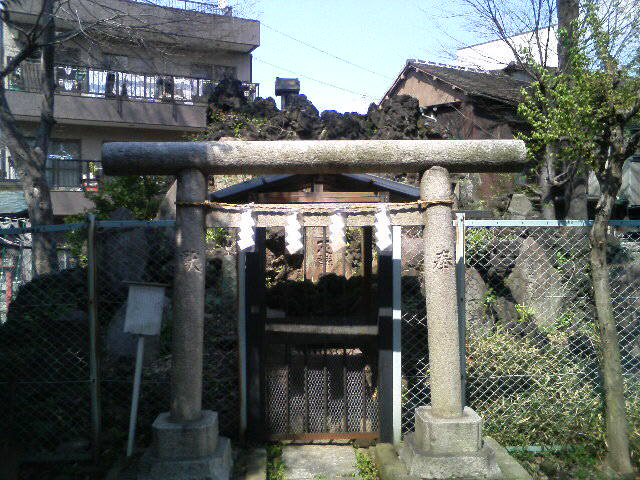
千住神社境内浅間神社
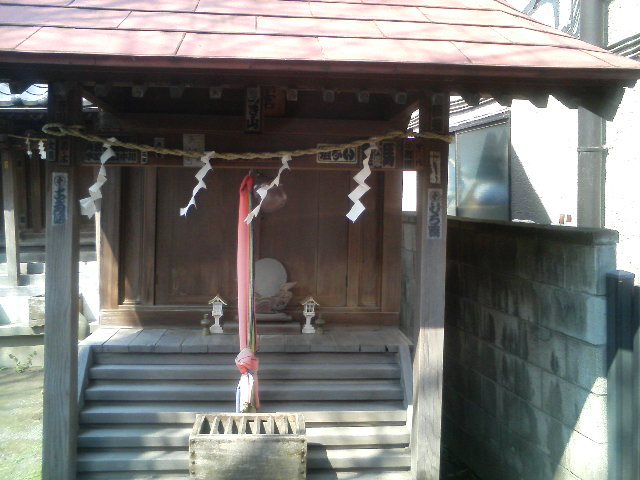
千住神社境内天満宮
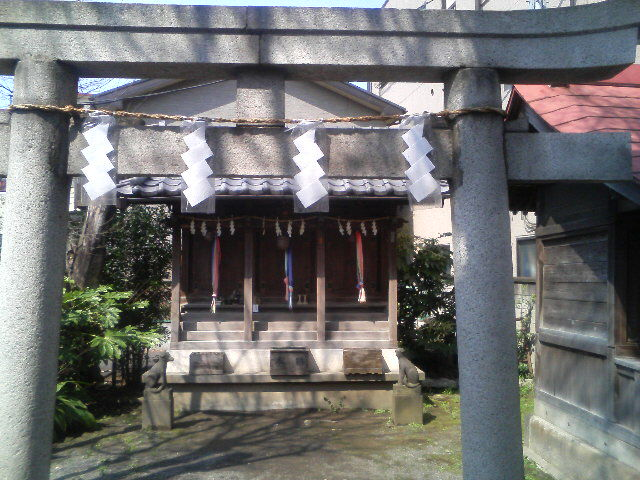
千住神社境内社
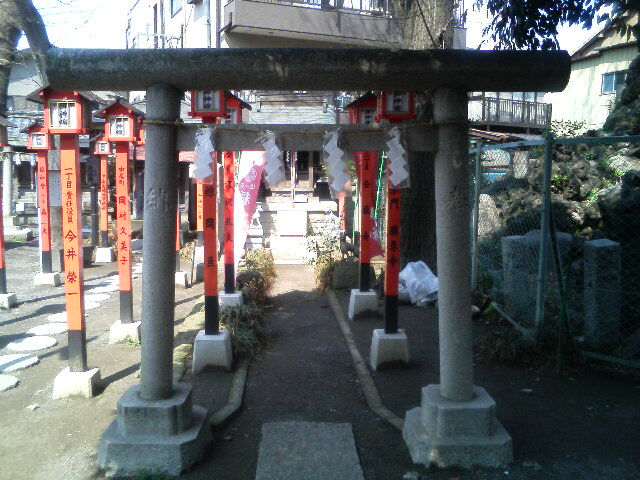
千住神社境内延命稲荷
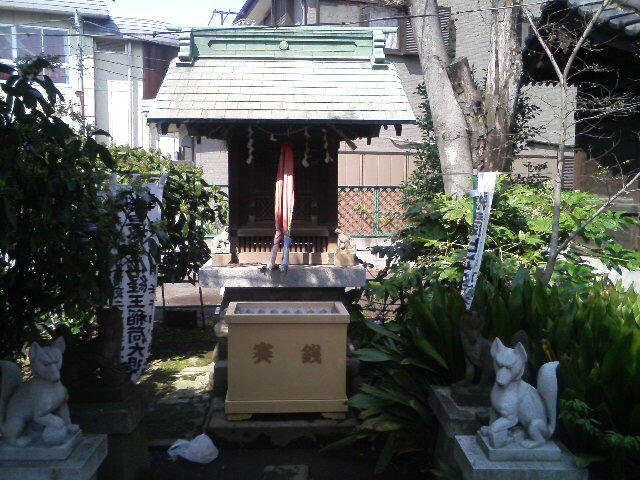
千住神社境内経王稲荷
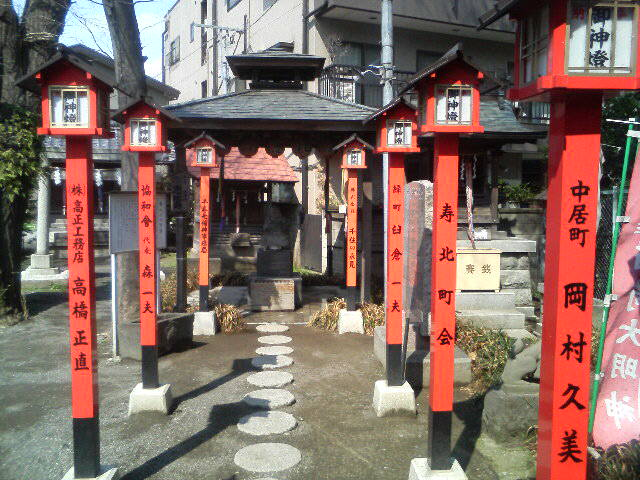
千住神社境内廻転恵比寿

## アクセス
- 千住大橋駅より徒歩10分
- 北千住駅より徒歩15分

## 外部サイト
- 千住神社